# Блидари (Валча)
Блидари (рум. Blidari) насеље је у Румунији у округу Валча у општини Голешти. Oпштина се налази на надморској висини од 296 m.

## Становништво
Према подацима из 2002. године у насељу је живело 540 становника, од којих су сви румунске националности.